# Abdelkrim Ouakali
Abdelkrim Ouakali (arab. عبد الكريم وكالي; ur. 19 marca 1993) – algierski zapaśnik walczący w stylu klasycznym. Olimpijczyk z Paryża 2024, gdzie zajął szesnaste miejsce w kategorii do 77 kg. Zajął 28. miejsce na mistrzostwach świata w 2023 roku. 
Trzynasty w indywidualnym Pucharze Świata w 2020. Mistrz igrzysk afrykańskich w 2019 i 2023. Zdobył siedem medali mistrzostw Afryki w latach 2012-2025. Triumfator igrzysk panarabskich w 2023. Brązowy medalista mistrzostw świata wojskowych w 2023. Wicemistrz igrzysk śródziemnomorskich w 2022 i ósmy w 2013. Wicemistrz Afryki juniorów w 2011 roku.